# Boatin Island
Boatin Island (englisch; bulgarisch остров Боатин ostrow Boatin) ist eine in nord-südlicher Ausrichtung 740 m lange, 150 m breite und felsige Insel vor der Nordwestküste von Robert Island im Archipel der Südlichen Shetlandinseln. Sie liegt zwischen dem Clothier Harbour und der Nevestino Cove. Die Insel ist über einen 250 m langen Tombolo mit Robert Island verbunden und endet im T-förmigen Hammer Point. Die Insel entstand infolge des Rückzugs der Eiskappe von Robert Island zu Beginn des 21. Jahrhunderts. 
Die bulgarische Kommission für Antarktische Geographische Namen benannte sie 2013 nach dem Naturschutzgebiet Boatin im bulgarischen Balkangebirge.